# رمی هی
رمی هی (انگلیسی: Remy Hii؛ زادهٔ ۱۹۸۶/۱۹۸۷ (۳۷–۳۸ سال)) بازیگر اهل مالزی است.
از فیلم‌ها یا برنامه‌های تلویزیونی که وی در آن نقش داشته‌است می‌توان به مارکو پولو، مرد عنکبوتی: دور از خانه، و آسیایی‌های خرپول اشاره کرد.